# Verninge
Verninge är en tätort i Assens kommun i Region Syddanmark i Danmark. Tätorten har 758 invånare (2024). Den ligger på Fyn, cirka 19,5 kilometer öster om Assens.